# Paul Gilson
Paul Gilson (født 15. juni 1865 i Bryssel , Belgien, død 3. april 1942)
var en belgisk komponist.
Gilson var inspireret af Richard Wagner og den russiske skole af Nikolaj Rimskij-Korsakov, César Cui og Aleksandr Glazunov, og komponerede i en konservativ, romantisk stil.
Han har mest skrevet for symfoniorkester og blæserensembler.

## Udvalgte værker
- Le Rétour au Pays: Prière avant le départ - Tableau Maritime, Grande Fantaisie Descriptive (1885)
- Rhapsodie alla Marcia – for strygeorkester (1890)
- La mer – fire symfoniske sketser for symfoniorkester (1892) eller messingblæsere (1925)
- Melodies Ecossaises – for strygeorkester (1892-1893)
- Alvar – for orkester (1900)
- Ouverture Symphonique #1 (1900), #2 (1903) og #3 (1904)
- Altsaxofonkoncert #1 (1902) og #2 (1902)
- Variation Symphonique – for messingblæsere (1903)
- Binché – for messingblæsere (1906)